# 大槻町
大槻町（おおつきまち）は福島県郡山市にある町。2016年（平成28年）1月1日現在の人口は35,564人、世帯数は14,690世帯。郵便番号は963-0201。大槻町地区全域を占めている。
かつては福島県中通り中部、安積郡に属していた町であった。このページでは、自治体の大槻町と郡山市大槻町地区の両方を併載する。

## 概要
かつては安積疏水の灌漑による農業が盛んな地域であったが、旧来からの郡山市域に隣接しているため現在では郡山市街地へのベッドダウンとして人口が大幅に増えている。

## 歴史
- 1889年（明治22年）4月1日 - 町村制施行に伴い安積郡大槻村が村制施行し大槻村が発足。
- 1940年（昭和15年）4月1日 - 大槻村が町制施行して大槻町となる。
- 1955年（昭和30年）3月31日 - 郡山市へ編入され消滅。

変遷表
| 1868年 以前 | 1868年 以前 | 明治22年 4月1日 | 昭和15年 4月1日 | 昭和30年 3月31日 | 現在   |
| ----------- | ----------- | --------------- | --------------- | ---------------- | ------ |
|             | 大槻村      | 大槻村          | 町制            | 郡山市 編入      | 郡山市 |

## 人口・世帯

### 人口
総数 [単位： 人]
| 1889年（明治22年） | 1,468 |
| 1920年（大正 9年） | 3,636 |
| 1935年（昭和10年） | 4,489 |
| 1940年（昭和15年） | 4,643 |
| 1945年（昭和20年） | 6,003 |

### 世帯
総数 [単位： 世帯]
| 1920年（大正 9年） | 566 |
| 1935年（昭和10年） | 630 |
| 1945年（昭和20年） | 945 |

## 行政

### 国管轄の施設
- 陸上自衛隊郡山駐屯地

### 県管轄の機関
- 郡山警察署大槻交番
- 郡山運転免許センター

### 市管轄の機関
- 大槻行政センター
- 郡山地方広域消防組合 郡山消防署大槻基幹分署、針生救急所
- 西部体育館
- 西部サッカー場

## 交通

### 路線バス
- 福島交通により運行されている。

郡山支社大槻車庫が町内に設置されている。

### 道路
一般国道
- 国道4号あさか野バイパス

県道
- 福島県道6号郡山湖南線
- 福島県道55号郡山矢吹線
- 福島県道143号仁井田郡山線
- 福島県道295号芦ノ口大槻線

主要な市道
- 新さくら通り
- 静御前通り
- コスモス通り

## 産業

### 工業
- 酪王乳業の本社工場が立地

### 商業
- 郡山西郵便局（日本郵便郡山西支店併設）
- ヨークベニマル大槻店
- ヨークベニマル希望ヶ丘店
- ヨークベニマルコスモス通り店
- 郡山総合地方卸売市場
- 上記交通に記述ある道路沿いにロードサイド店舗が数多く存在している。

## 教育
小学校
- 郡山市立大槻小学校
- 郡山市立大成小学校
- 郡山市立小山田小学校
- 郡山市立朝日が丘小学校
- 郡山ザベリオ学園小学校※小中併設

中学校
- 郡山市立大槻中学校
- 郡山市立郡山第七中学校
- 郡山ザベリオ学園中学校※小中併設

高等学校
いずれも郡山市との合併後に設置されたものである。
- 尚志高等学校 : 1964年に日本女子工業高等学校として創立。
- 福島県立郡山高等学校 : 1963年に設立した福島県立郡山西工業高等学校を移転統合しその跡地に1977年開校。

特別支援学校
- 福島県立聴覚支援学校

## 名所・旧跡・観光スポット・祭事・催事

### 公共施設・観光スポット・名所
- 大槻公園
- 郡山市営西部サッカー場
- 美女池
- 南川渓谷
- 静御前堂

### 温泉
- 郡山温泉
- 郡山湯元温泉

### 祭事・催事
- 3月 静御前堂例大祭
- 9月 酪王まつり
- 毎月 市場の朝市（12月を除く毎月第4日曜）